# ارمیا بلا
ارمیا بلا (انگلیسی: Jérémie Bela؛ زادهٔ ۸ آوریل ۱۹۹۳) بازیکن فوتبال اهل فرانسه است.
از باشگاه‌هایی که در آن بازی کرده‌است می‌توان به باشگاه فوتبال لانس و باشگاه فوتبال دیژون اشاره کرد.
وی همچنین در تیم‌های ملی فوتبال France national under-16 football team و آنگولا بازی کرده‌است.